# Đốt cháy lithi
Đốt cháy lithi là một quá trình tổng hợp hạt nhân trong đó lithium bị đốt cháy trong một ngôi sao. Lithi thường có mặt trong các sao lùn nâu và không phải ở các ngôi sao có khối lượng thấp. Các ngôi sao, theo định nghĩa phải đạt được nhiệt độ cao (2,5 × 106 K) cần thiết để tổng hợp hydro, nhanh chóng làm cạn kiệt lithi của chúng.

## 7Li
Đốt cháy đồng vị dồi dào nhất của lithium, lithium-7, xảy ra do va chạm 7Li và một proton tạo ra hai hạt nhân heli-4. Nhiệt độ cần thiết cho phản ứng này thấp hơn nhiệt độ cần thiết cho phản ứng tổng hợp hydro. Sự đối lưu trong các ngôi sao có khối lượng thấp đảm bảo rằng lithium trong toàn bộ thể tích của ngôi sao đã cạn kiệt. Do đó, sự hiện diện của dòng lithium trong quang phổ của ứng cử viên sao lùn nâu là một chỉ báo mạnh mẽ cho thấy nó thực sự là sao.

## 6Li
Từ một nghiên cứu về sự phong phú của lithi ở 53 sao T Tauri, người ta đã phát hiện ra rằng sự suy giảm lithi thay đổi mạnh mẽ theo kích thước, cho thấy rằng việc đốt cháy lithium bằng chuỗi PP, trong giai đoạn cuối đối lưu và không ổn định cuối cùng trong giai đoạn chính trước giai đoạn sau cơn co Hayashi có thể là một trong những nguồn năng lượng chính của các ngôi sao T Tauri. Xoay nhanh có xu hướng cải thiện việc trộn và tăng vận chuyển lithium vào các lớp sâu hơn, nơi nó bị phá hủy. Các ngôi sao T Tauri thường tăng tốc độ quay của chúng khi chúng già đi, thông qua sự co lại và xoay tròn, khi chúng bảo tồn động lượng góc. Điều này gây ra sự gia tăng tỷ lệ mất lithium theo tuổi. Việc đốt cháy lithium cũng sẽ tăng lên với nhiệt độ và khối lượng cao hơn, và sẽ tồn tại trong khoảng hơn 100 triệu năm một chút.

## Trắc nghiệm lithi
Việc sử dụng lithium để phân biệt các sao lùn nâu ứng cử viên với các ngôi sao có khối lượng thấp thường được gọi là trắc nghiệm lithi. Những ngôi sao nặng hơn như Mặt Trời của chúng ta có thể giữ lại lithium trong bầu khí quyển bên ngoài của chúng, chúng không bao giờ đủ nóng để làm cạn kiệt lithium, nhưng chúng có thể phân biệt với các sao lùn nâu bởi kích thước của chúng. Các sao lùn nâu ở mức cao trong phạm vi khối lượng của chúng (60-75 MJ) có thể đủ nóng để làm cạn kiệt lithium khi chúng còn nhỏ. Những sao lùn có khối lượng lớn hơn 65 MJ có thể đốt cháy lithi của chúng khi chúng được nửa tỷ năm tuổi; do đó, bài kiểm tra này không hoàn hảo.